# 平面正方形分子构型
在化學上，平面正方形構型指的是一個分子裏，中心原子連著四個配體或基團，而形成正方形，鍵角為九十度的分子構型，四個配體或基團跟中心原子需要在同一平面上。

## 例子

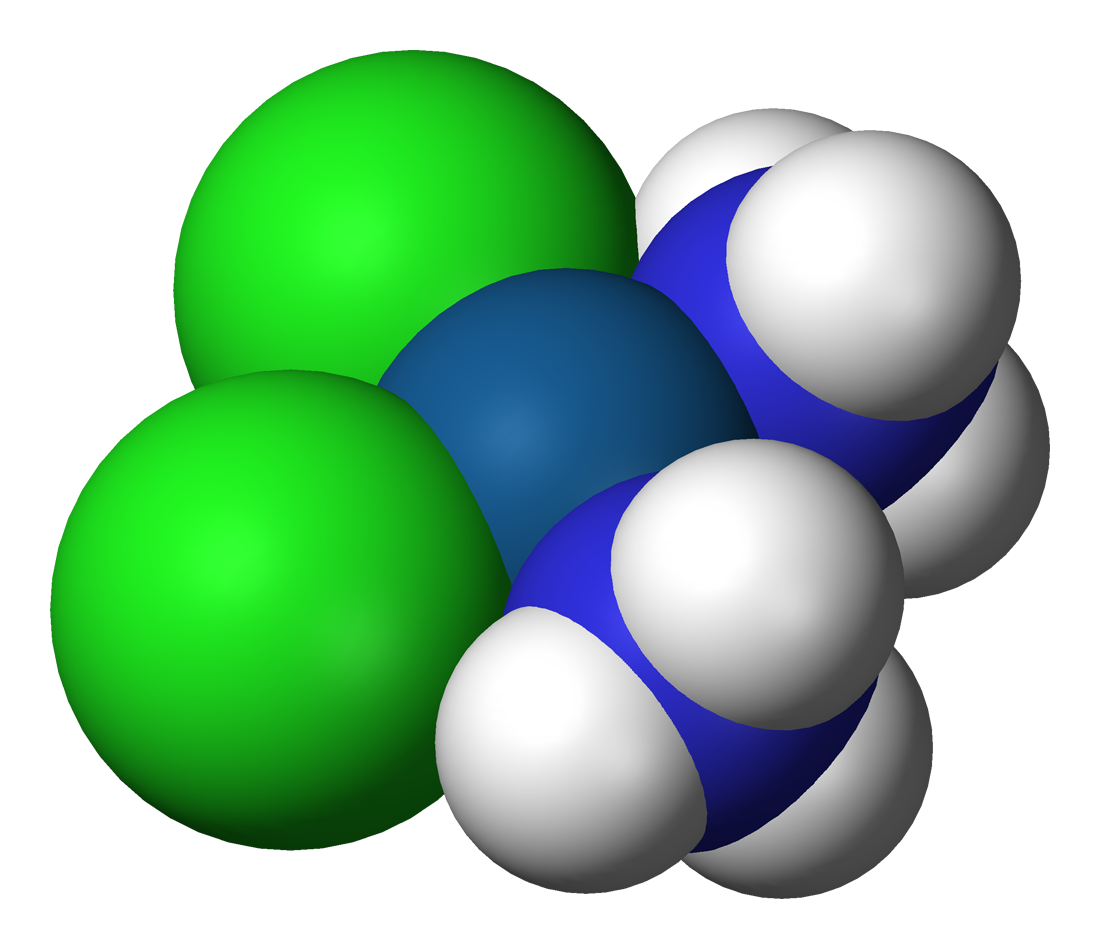
順鉑

配離子多爲内軌型配離子。
- 順鉑
- 四氟化氙
- 銅氨絡合物

### 銅氨絡合物的形成
銅二價離子的其中一個3d電子在氨的影響下激發到4p軌域，故有一個3d軌道、一個4s軌道，和兩個4p軌道是空出來的。所以銅二價離子用dsp2雜化，為平面正方形分子構型。